# Campylocera nigridorsum
Campylocera nigridorsum är en tvåvingeart som beskrevs av Günther Enderlein 1942. Campylocera nigridorsum ingår i släktet Campylocera och familjen Pyrgotidae. Inga underarter finns listade i Catalogue of Life.